# Comando do Espaço Cibernético e de Informação (Alemanha)
O Comando do Espaço Cibernético e de Informação (alemão: Kommando Cyber - und Informationsraum) (Kdo CIR) é o mais novo ramo das Forças Armadas Alemães (Bundeswehr). A decisão de formar um novo ramo militar foi apresentado pelo Ministro da Defesa, Ursula von der Leyen, em 26 de abril de 2016, com o comando operacional em 5 de abril de 2017. A sua sede fica em Bonn.

## História
Em novembro de 2015, o Ministério da Defesa alemão  ativou uma equipe no âmbito de desenvolver planos para uma reorganização da cibernética, TI, inteligência militar, geoinformação, e unidades de comunicação da Bundeswehr.
Em 26 de abril de 2016, a ministra da defesa Ursula von der Leyen apresentou publicamente planos para um novo ramo militar e em 5 de outubro de 2016 ficou operacional como um departamento junto com o ministério da defesa. Em abril de 2017 foi criado o sexto ramo da Bundeswehr, que terá controle de toda tecnologia da informação (TI), serviços de inteligência, geoinformação e unidades operacionais de comunicação. O ramo está planejado para ficar totalmente operacional por volta de 2021.

## Organização
O Kdo CIR é comandada pelo Inspetor de Comando Cyber e Espaço de Informação (Inspekteur des Kommando Cyber - und Informationsraum) (InspCIR), um oficial-general de três-estrelas (tenente-general), com sede em Bonn.
- Inspetor da CIR
  - Inspetor-geral da CIR e Chefe de gabinete
    - Equipe do comando
    - Equipe de operações
    - Equipe de planejamento

  -  Comando Estrategico de Reconhecimento,em Gelsdorf
    -  911º Batalhão de Combate Eletrônico
    -  912º Batalhão de Combate Eletrônico, Servindo à Oste-class SIGINT e navios de reconhecimento
    -  931º Batalhão de Combate Eletrônico
    -  932º Batalhão de Combate Eletrônico, fornece paraquedistas em operações em território inimigo
    -  Colégio de Reconhecimento estratégico da Bundeswehr
    - Centro Operacional de Comunicações da Bundeswehr
    - Centro de Cyber-operações
    - Centro de Analise de Combate Eletrônico
    -  Autoridade Central de Investigação da Bundeswehr para reconhecimento técnico

  -  Centro de Informaçoes Geograficas da Bundeswehr, em Euskirchen
  -  Comando de Tecnologia de informação, em Bonn
    -  Centro de operações de TI da Bundeswehr
    -  Colégio de Tecnologia de informação da Bundeswehr
    -  281º Batalhão de Tecnologia da Informação
    -  282º Batalhão de Tecnologia da Informação
    -  292º Batalhão de Tecnologia da Informação
    -  293º Batalhão de Tecnologia da Informação
    -  381º Batalhão de Tecnologia da Informação
    -  383º Batalhão de Tecnologia da Informação
    -  Centro de Cyber-segurança da Bundeswehr